# Gaston IV van Béarn
Gaston IV van Bearn (overleden nabij Valencia, 1131) was graaf van Béarn, van 1090 tot 1131. Hij werd ook wel De Kruisvaarder (le Croise) genoemd vanwege zijn participatie in de Eerste Kruistocht en de Spaanse Reconquista.
Gaston volgde zijn vader Centullus V op in 1090. Gedurende zijn regering werden de grenzen van Béarn meer gestabiliseerd; hij wist de graaf van Dax te verslaan, en nam controle over Orthez, Mixe, and Ostabaret rond 1105. Hij verkreeg ook de macht over Montanérès door zijn huwelijk met Talesa, dochter van de graaf van Aibar en Javierrelatre en een nicht van Sancho I van Aragón. Hij was een vazal van het hertogdom van Aquitanië, geregeerd op dat moment door Willem IX van Aquitanië. Gaston wist van Béarn een autonoom territorium te maken.

## Kruistocht
Gastons deelname aan de Eerste Kruistocht is moeilijk na te gaan, zijn naam duikt voor het eerst op bij het Beleg van Antiochië waar hij een divisie aanvoerde van Raymond IV van Toulouse, bij een uitbraak tegen Kerbogha. Mogelijk is Gaston meegereisd in het gevolg van Raymond of heeft zich mogelijk later aangesloten in Anatolië, na de verovering van Antiochië komt Gaston vaker ter sprake in proza en andere beschrijvingen. Zo zou hij overgelopen zijn uit het leger van Raymond naar het kamp van Godfried van Bouillon en zou hij samen met Tancred Betlehem veroverd hebben op de moslims. Tijdens het Beleg van Jeruzalem gaf Gaston leiding aan de belegeringstorens, bij het veroveren van de stad was hij een van de eersten die de stad binnentrad.
Gaston overleed in 1131 en werd opgevolgd door Centullus VI, onder regentschap van zijn vrouw Talesa.

Wapen van Bearn